# Az árva (film, 2009)
Az árva (eredeti cím: Orphan) 2009-ben bemutatott amerikai horror-thriller Jaume Collet-Serra rendezésében. A főszerepben Vera Farmiga, Peter Sarsgaard és Isabelle Fuhrman látható. Producerei Joel Silver, Susan Downey, Leonardo DiCaprio és Jennifer Davisson Killoran. A filmet Kanada városaiban forgatták; Burlington, Toronto, Montréal és Port Hope.
Az Amerikai Egyesült Államokban 2009. július 24-én mutatták be a mozikban, Magyarországon DVD-n jelent meg szinkronizálva.
A film nagyrészt vegyes értékeléseket kapott a kritikusoktól, azonban Fuhrman alakítását dicsérték. A Metacritic oldalán a film értékelése 42% a 100-ból, ami 25 véleményen alapul. A Rotten Tomatoeson az Árva 55%-os minősítést kapott, 147 értékelés alapján.
A film középpontjában egy fiatal házaspár áll, akik születendő gyermekük halála után, örökbe fogadnak egy titokzatos kilencéves kislányt. A lány furcsa dolgokat kezd csinálni, majd a szülők hamarosan rájönnek, hogy valójában veszély fenyegeti őket.

## Cselekmény
Születendő gyermekük tragikus elvesztése hatalmas törést okozott Kate (Vera Farmiga) és John (Peter Sarsgaard) életében: nemcsak a házasságuk került veszélybe, de az amúgy törékeny pszichéjű Kate-et éjszakánként rémálmok kezdik gyötörni, nappal pedig a múlt démonaival viaskodik. Hogy megpróbálják helyrehozni, ami elveszett, a pár úgy dönt, adoptál egy gyermeket. A házaspár közös gyermekeikkel, Daniellel (Jimmy Bennett) és néma kislányukkal, Maxel (Aryana Engineer) élnek. A helyi árvaházban találnak is egy 9 éves orosz kislányt, Esther-t (Isabelle Fuhrman), akit mindketten nagyon megkedvelnek. Húsvét közeledtével a lány beköltözik hozzájuk, egyben új otthonába is – annak ellenére, hogy néhány különös dolog történik. Kate kezd rájönni, hogy Esther nem az az angyali teremtés, akinek látszik, de az aggódó szavai süket fülekre találnak. Senki sem hallgat rá, csak amikor már túl késő... ekkor döbben rá mindenki, hogy "valami baj van Estherrel!" A nő rájön, hogy Esther sokkal jobban ismeri a szexet, mint ahogy ez gyerek korban elvárható lenne. Amikor Esther súlyosan megsebesít egy másik lányt a helyi játszótéren, Kate eredetileg úgy véli, hogy az esemény baleset volt, de hamarosan elkezd aggódni, amikor Abigail nővér (CCH Pounder), az árvaház vezetője megérkezik; Figyelmezteti Kate-et és John-t, hogy Ester körül gyakran előfordulnak rossz dolgok. Esther ezt meghallja, és Maxet ráveszi arra, hogy megöljék Abigail nővért egy kalapáccsal, majd a bizonyítékokat; a véres kalapácsot és ruhát a faházban rejtik el. Kate meg van győződve arról, hogy valami nincs rendben Estherrel, de John nem hisz neki. Megtalálja az egyik plüssben elrejtett Bibliáját, és rájön, hogy az Észtországi Saarne Intézetből származik, amiről kiderül, hogy valójában egy elmegyógyintézet. Az orvosnak e-mailben küld Estherről egy fényképet, a további információkért.
Amikor Max elmutogatja Abigail nővér halálát Danielnek; a fiú elmondja neki a tervét, hogy visszaszerezze a kalapácsot és bebizonyosodjon Esther bűnössége. Esther minden beszélgetésüket kihallgatja, majd szembenéz a ténnyel; megkeresi a faházat, rázárja Danielre az ajtót és felgyújtja. A fiúnak nagy nehezen sikerül felmászni a ház tetejére, majd megpróbál elmenekülni onnan, de végül leesik a földre, és eszméletlen lesz. Esther megpróbálja megölni egy nagy kővel, de Max meglöki őt időben, mielőtt Kate megérkezik oda. Miközben Daniel kórházba kerül, Esther később belopakodik a betegszobába, és a párnával megfojtja, ám az orvosok gyorsan újraélesztik őt. Kate rájön, hogy Esther mit csinált Daniellel, majd felpofozza őt, de az orvosok segítenek Johnnak a megfékezésében. Ahogy John hazaviszi Esthert és Max-et, az orvosok addig lenyugtatják Kate-et. Még azon az éjszakán, Esther megpróbálja elcsábítani a lerészegedett Johnt, aki végül úgy gondolja, hogy Kate-nek mindenben igaza volt, majd azzal fenyegeti meg a lányt, hogy visszaadják őt az árvaházba. Közben, amikor Kate magához tér a szedációból, felhívja őt Värava doktor (Karel Roden) a Saarne Intézetből, akitől kiderül, hogy Esther valójában egy 33 éves, Leena Klammer nevezetű felnőtt nő. Hipopituitarizmussal rendelkezik, amely egy ritka hormonrendellenességi állapotot jelent – arányos törpetermetet okoz, csak úgy néz ki, mint egy kislány. Värava elmondja Kate-nek, hogy élete nagy részét kislányként élte le, valamint Leena a legveszélyesebb agresszív betegük volt, akit kénytelenek voltak kényszerzubbonyban tartani, hogy ne bántalmazza a személyzetet. Állandóan küzdött a kiszabadulásért. Rendkívül erőszakos és veszélyes, legalább már hét embert gyilkolt meg. Az áldozatok között egy olyan család is volt, amely Észtországban fogadta őt örökbe, ám megölte őket, mert az apa elutasította a szexuális viszonyt.
Leenát kerülgeti a dühroham, miután John elutasította őt, majd felrohan a szobájába. Eltávolítja a sminket, az ál fogsort, valamint a nyak-csukló pántokat, ami a testmegcsonkításokat takarta, amik fiatalos "Esther"ként illusztrálták őt, majd többszörös szúrással végez Johnnal. Max ennek tanújaként gyorsan elrejtőzik a szekrénybe. Kate nem tudja elérni Johnt a telefonján, ezért siet hazafelé, hogy megtalálja őt. Leena magához veszi John pisztolyát a kabinjából, majd eltalálja vele a férjét sirató Kate karját, ezután megkeresi Maxet, aki már az üvegházban van elbújva. Míg Leena hajtja Max-et, Kate feltűnik az üvegház tetején, és betöri Leena fölött az ablakot, egyenesen rajta landolva. Kate elviszi a pisztolyt tőle és elhagyja az üvegházat a kislánnyal.
Leena visszanyeri az eszméletét. Kate és Max után megy, akik egy befagyott tó közelében tartózkodnak. Leena hirtelen megtámadja Kate-et, kiüti a kezéből a fegyvert, és mindketten a jégre esnek. Max egy magas dombról nézi őket, felkapja a fegyvert és megpróbálja lelőni Leenát, de inkább a jégre céloz, amelynek hatására beszakad a két fél között és beleesnek a vízbe. Rövid harc után Kate felúszik a tóból, de Leena megragadja a lábát. Leena kést rejtegetve a háta mögött, a kislány személyiségét használva, könyörög Kate-nek, hogy ne hagyja meghalni. Kate dühösen azt válaszolja, hogy ő nem az anyja, majd erőteljesen fejbe rúgja Leenát, aminek hatására eltörik a nyaka, és visszaesik a tóba. Max és Kate együtt várják a rendőrség megérkeztét.

## Szereplők

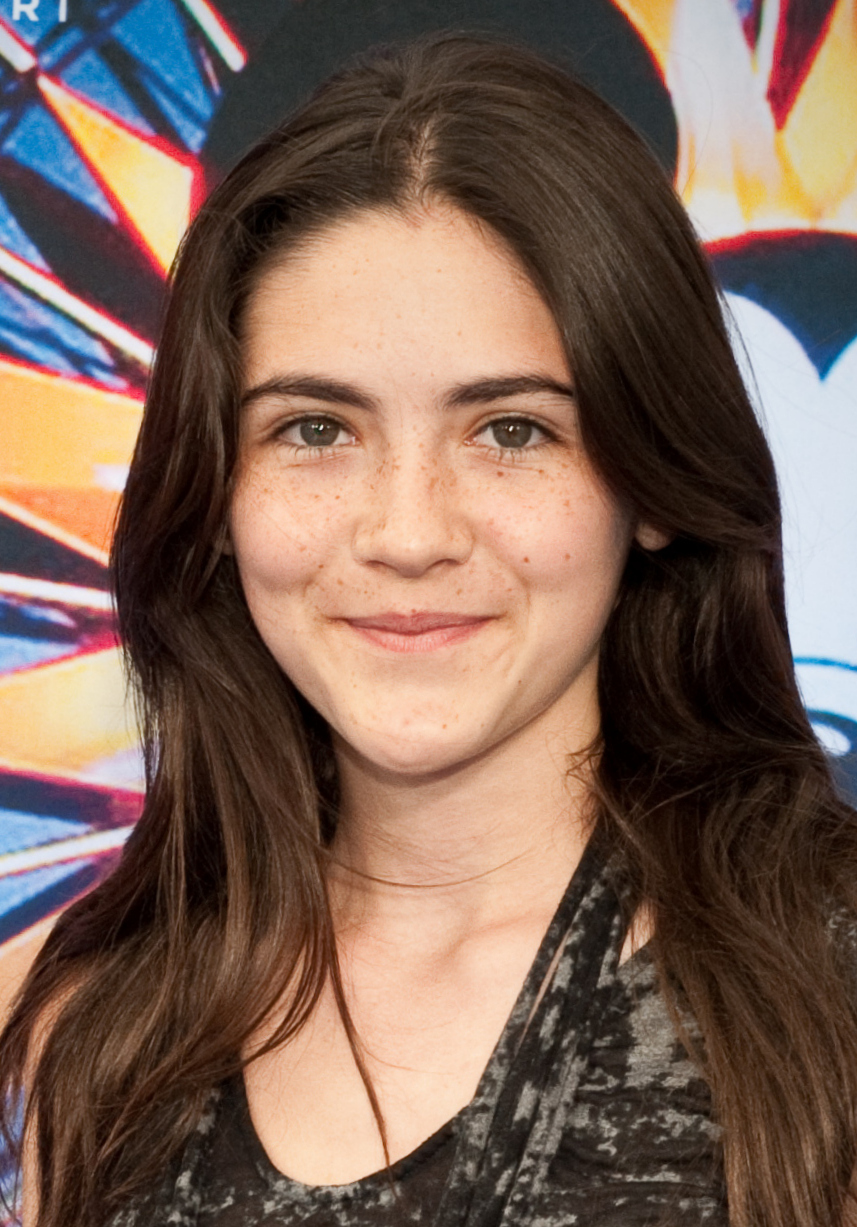
Isabelle Fuhrman, mint Esther

| Színész           | Szereplő               | Magyar hang     |
| ----------------- | ---------------------- | --------------- |
| Vera Farmiga      | Kate Coleman           | Szávai Viktória |
| Peter Sarsgaard   | John Coleman           | Anger Zsolt     |
| Isabelle Fuhrman  | Esther / Leena Klammer | Pekár Adrienn   |
| Jimmy Bennett     | Daniel Coleman         | Timon Barna     |
| Aryana Engineer   | Max Coleman            | néma szerep     |
| Karel Roden       | Värava doktor          | Kardos Róbert   |
| Margo Martindale  | Dr. Browning           | Halász Aranka   |
| Rosemary Dunsmore | Barbara Coleman        | N/A             |
| CCH Pounder       | Abigail nővér          | Márton Eszter   |
| Genelle Williams  | Judith nővér           | Horváth Zsuzsa  |

## Bemutató
Az árva világpremierje 2009. július 21-én volt a Los Angeles-i Westwoodban. Másnap a Fantasia Nemzetközi Filmfesztiválon vetítették a Kanadai Montréalban. A filmet az Észak-Amerikai mozikban 2009. július 24-én vetítették. Ezt követően 2009. augusztus 7-én az Optimum Releasing adta ki az Egyesült Királyságban.

### Média kiadás
Az árvát DVD-n és Blu-rayen 2009. október 27-én adta ki a Warner Home Video az Amerikai Egyesült Államokban, az Egyesült Királyságban pedig 2009. november 27-én az Optimum Releasing. A DVD változat törölt jeleneteket és alternatív befejezést tartalmaz. A nyitó előzetesek tartalmaznak egy közszolgálati bejelentést is, amely leírja az örökbefogadott gyermekek helyzetét az Egyesült Államokban, amellyel ösztönzi a belföldi örökbefogadásokat.

## Folytatás
2020 februárjában bejelentettek egy előzményfilm lehetséges elkészítését Esther címmel, William Brent Bell rendezővel és David Coggeshall forgatókönyvíróval. A projekt a eOne és a Dark Castle Entertainment közös vállalat által készül. Alex Mace, Hal Sadoff, Ethan Erwin és James Tomlinson a film producerei, David Leslie Johnson pedig az vezető producer. A gyártást 2020 nyarán kezdték meg. 2020 októberében Julia Stiles elmondta, hogy hamarosan elkezd dolgozni a filmen. Novemberben a címet Orphan: First Kill-re változtatták, Isabelle Fuhrman pedig visszatér főszerepébe.

## Fordítás
- Ez a szócikk részben vagy egészben  az   Orphan (2009 film) című angol Wikipédia-szócikk fordításán alapul.  Az eredeti cikk szerkesztőit annak laptörténete sorolja fel. Ez a jelzés csupán a megfogalmazás eredetét és a szerzői jogokat jelzi, nem szolgál a cikkben szereplő információk forrásmegjelöléseként.